# Antonio Mattiazzo
 (novembre 2012).
Si vous disposez d'ouvrages ou d'articles de référence ou si vous connaissez des sites web de qualité traitant du thème abordé ici, merci de compléter l'article en donnant les références utiles à sa vérifiabilité et en les liant à la section « Notes et références ».
Antonio Mattiazzo, né le 20 avril 1940 à Rottanova di Cavarzere, dans la province de Venise en Italie est un prélat catholique italien, archevêque-évêque émérite de Padoue depuis 1989.

## Biographie
Il est ordonné prêtre pour le diocèse de Padoue le 5 juillet 1964.
Ayant rejoint les services diplomatiques du Saint-Siège, il est nommé par Jean-Paul II archevêque titulaire de Virunum (de) et nonce apostolique en Côte d'Ivoire, pro-nonce au Burkina Faso (en) et au Niger (en) le 16 novembre 1985. Il reçoit la consécration épiscopale le 15 décembre suivant des mains du cardinal Agostino Casaroli alors secrétaire d'État, avec comme co-consécrateurs Filippo Franceschi (it) et Girolamo Bartolomeo Bortignon (it). 
Le 5 juillet 1989 le pape le rappelle en Italie et lui confie le siège épiscopal de Padoue.  
Il est connu pour son engagement en faveur du maintien de la fermeture des magasins le dimanche pour respecter le repos dominical. Soucieux du dialogue interreligieux, il rencontre notamment la communauté hébraïque de Padoue.
Le 18 juillet 2015, le pape François accepte sa démission du diocèse de Padoue et nomme Claudio Cipolla (it) pour lui succéder.

## Succession apostolique
Antonio Mattiazzo a ordonné les évêques suivants :
- Archevêque Séraphin François Rouamba (de) (1995)